# M7 (Стамбульський метрополітен)
Лінія M7 — лінія Стамбульського метрополітену у фракійській частині Стамбула, Туреччина. Має завдовжки 24,5 км та 19 станцій.
Лінія розділена на три черги. Черга між Меджидиєкьой і Махмутбей була відкрита 28 жовтня 2020 р. Черга Меджидиєкьой — Кабаташ ще у стадії будівництва, а також є запланована черга Есенюрт — Махмутбей.
Лінія М7 сполучує шість районів провінції Стамбул, а саме Шишлі, Кягитхане, Еюп, Газіосманпаша, Есенлер та Багджилар. Після продовження лінія буде проходити через Бейоглу, Бешикташ. За прогнозами, 300 вагонів поїздів метро автономного управління щодня перевозитимуть близько мільйона пасажирів. Загальний час у дорозі складатиме 31,5 хвилин між кінцевими станціями. Кошторисна вартість будівництва — 3,7 млрд. турецьких лір (приблизно 1 млрд. доларів США).

## Станції
| №                                                                       | Станція                     | Район         | Пересадка                                                                                  | Тип      | Примітки                                                                                                 |
| ----------------------------------------------------------------------- | --------------------------- | ------------- | ------------------------------------------------------------------------------------------ | -------- | --- |
| 1                                                                       | Кабаташ                     | Бейоглу       | ・ Кабаташ・ (Кабаташ (станція))・ (Пірс Кабаташ)・Дентур-Аврасья                          | Підземна | Долмабахче・Університет образотворчих мистецтв імені Мімара Сінана                                       |
| 2                                                                       | Бешикташ                    | Бешикташ      | (Бешикташ (термінал))・ (Бешикташ та Барбарос Гайреттін-паша пірс)・Турйол・Дентур-Аврасья | Підземна | Бешикташ (майдан)・Бешикташ (ринок)・Бешикташ (культурний центр)・Університет Бахчешехір                 |
| ↑↑ У стадії будівництва (відкриття заплановано на 2024 рік) ↑↑          |                             |               |                                                                                            | Підземна | |
| 3                                                                       | Їлдиз                       | Бешикташ      | фунікулер Ортакьой-Їлдиз (проект)                                                          | Підземна | Технічний університет Їлдиз ・Мечеть Їлдиз Гамідіє・ Державний шпиталь Саїд Джифтджи ・Бульвар Барбароси |
| 4                                                                       | Фулья                       | Бешикташ      |                                                                                            | Підземна | Монетний двір                                                                                            |
| 5                                                                       | Шишлі — Меджидієкьой        | Шишлі         | Шишлі — Меджидієкей ・ Меджидієкьой (Метробус)                                             | Підземна | вулиця Бююкдере・Джевахір торговий центр・Профіло торговий центр・Trump Towers・Площа Меджидієкьой       |
| 6                                                                       | Чаглаян                     | Кягитхане     |                                                                                            | Підземна | Стамбульський палац правосуддя                                                                           |
| 7                                                                       | Кягитхане                   | Кягитхане     | ・ІТЮ/Аязага - Кагитхане                                                                   | Віадук   | Кягитхане (потік))・Театр Кягитхане-Садабад                                                              |
| 8                                                                       | Нуртепе                     | Кягитхане     |                                                                                            | Підземна | |
| 9                                                                       | Алібейкьой                  | Еюпсултан     | (Алібейкьой (станція штадтбану))                                                           | Віадук   | Алібей (потік)                                                                                           |
| 10                                                                      | Чирчир                      | Еюпсултан     |                                                                                            | Підземна | Спорткомплекс ІББ Тевфік-Айденіз                                                                         |
| 11                                                                      | Вейсел Карані — Акшемсеттін | Еюпсултан     |                                                                                            | Підземна | Торговий центр Еюп-парк・Тематичний парк Ісфанбул                                                        |
| 12                                                                      | Ешилпинар                   | Еюпсултан     |                                                                                            | Підземна | Бібліотека ІББ Ердем-Беязит                                                                              |
| 13                                                                      | Кязим Карабекір             | Газіосманпаша |                                                                                            | Підземна | |
| 14                                                                      | Єнімахалле                  | Газіосманпаша |                                                                                            | Підземна | Навчально-дослідницький шпиталь Газіосманпаша                                                            |
| 15                                                                      | Караденіз-махаллесі         | Газіосманпаша | (Кіпташ - Венеція зупинка)                                                                 | Підземна | Аутлет Венеція-Мета                                                                                      |
| 16                                                                      | Гіїмкент — Текстілкент      | Есенлер       |                                                                                            | Підземна | Депо・Гіїмкент・ Текстілкент                                                                             |
| 17                                                                      | Юз'їл — Оруч-Реїс           | Есенлер       |                                                                                            | Підземна | |
| 18                                                                      | Гьозтепе-махаллесі          | Багджилар     |                                                                                            | Підземна | Університетська лікарня «Медіполь»                                                                       |
| 19                                                                      | Махмутбей                   | Багджилар     | M3 (Бакиркей ІДО — Каяшехір-Меркез)                                                        | Підземна | |
| ↓↓ В стадії будівництва (урочисте відкриття заплановано на 2024 рік) ↓↓ |                             |               |                                                                                            |          | |
| 20                                                                      | Ататюрк-махаллесі           | Кючюкчекмедже | M9 (Ataköy - Olimpiyat) Metro Hattı                                                        | Підземна | |
| 21                                                                      | Топлу-Конутлар              | Кючюкчекмедже |                                                                                            | Підземна | Торговий центр АренаПарк                                                                                 |
| 22                                                                      | Тема-парк                   | Кючюкчекмедже | M11 (Гайреттепе - Аеропорт Ататюрк - Халкали)                                              | Підземна | Стадіон Халкали                                                                                          |
| 23                                                                      | Хастане                     | Кючюкчекмедже |                                                                                            | Підземна | K.S.S. навчально-наукова лікарня                                                                         |
| ↓↓ Відкриття заплановано на 2025-2028 роки ↓↓                           |                             |               |                                                                                            |          | |
| 24                                                                      | Тахтакале                   | Авджилар      |                                                                                            | Підземна | |
| 25                                                                      | Испартакуле                 | Авджилар      |                                                                                            | Підземна | |
| 26                                                                      | Башакшехір                  | Башакшехір    |                                                                                            | Підземна | |
| 27                                                                      | Есенкент                    | Есеньюрт      | Лінія метро Амбарли - Хадимкей (плановано)                                                 | Підземна | Торговий центр Акбати・Університетський шпиталь Істіньє                                                  |
| 28                                                                      | Ардичли                     | Есеньюрт      |                                                                                            | Підземна | |
| 29                                                                      | Есеньюрт-майдан             | Есеньюрт      | M34 (Бейликдюзю - Стамбул-Сабіха Гекчен)                                                   | Підземна | Есеньюрт-майдан                                                                                          |
| ↓↓ Планується відкриття після 2029 року ↓↓                              |                             |               |                                                                                            |          | |
| 30                                                                      | Учевлер                     | Есеньюрт      |                                                                                            | Підземна | Есеньюрт                                                                                                 |
| 31                                                                      | Саадетдере                  | Есеньюрт      | M20 (Инджирлі - ТЮЯП)                                                                      | Підземна | |